# Augustusporträt aus dem Allgäu
Das scherzhaft als Augustus aus dem Allgäu angesprochene Monument ist ein Porträtkopf in Carrara-Marmor mit den Zügen des römischen Kaisers Augustus. Er hat eine Höhe von gut 170 cm, wiegt etwas über 5 Tonnen und weist in Haar und Gesicht unterschiedliche Stadien der Glättung auf. Eine links am Hals angebrachte Künstlersignatur nennt das Jahr 1994. Nachdem er knapp zehn Jahre in Weiler im Allgäu vor dem dortigen Gasthof Traube aufgestellt war, befindet er sich seit 2013 als Dauerleihgabe an die Antiken- und Abguss-Sammlung der Universität Tübingen im Hof des Schlosses Hohentübingen.

## Hintergründe
Dem Kopf wird oft die Fundgeschichte mitgegeben, wonach er 1994 nach einem Unwetter im Hausbach in Weiler im Allgäu aufgefunden worden sei und zu einem nahebei befindlichen Siegesmonument gehört habe. Tatsächlich handelt es sich um einen Ulk auf hohem handwerklichem und künstlerischem Niveau: Michael Pfanner, Hartmut Schmid (beide sind in der Signatur genannt) und Steinmetze der Dr. Pfanner GmbH in Scheffau/Allgäu hatten eine auf das Fünffache vergrößerte Kopie eines Gipsabgusses des Kopfes der Panzerstatue des Augustus von Prima Porta erstellt. Diese Statue befindet sich in den Vatikanischen Museen in Rom.
Die technische Perfektion der Umsetzung führt dazu, dass der Kopf nach der Einschätzung Kathrin B. Zimmers „auch Kenner der römischen Kunst aufs Glatteis zu führen vermag“. Pfanner selbst hat in einer ausführlichen Veröffentlichung die angebliche Auffindung in dem Dorfbach geschildert, aber zugleich erläutert, dass der „handwerkliche Entstehungsprozess [des Originals] nachgestellt werden sollte“. Dazu sei von Pfanner und Mitarbeitern eine vergrößerte Kopie hergestellt worden.

## Aufstellung in München

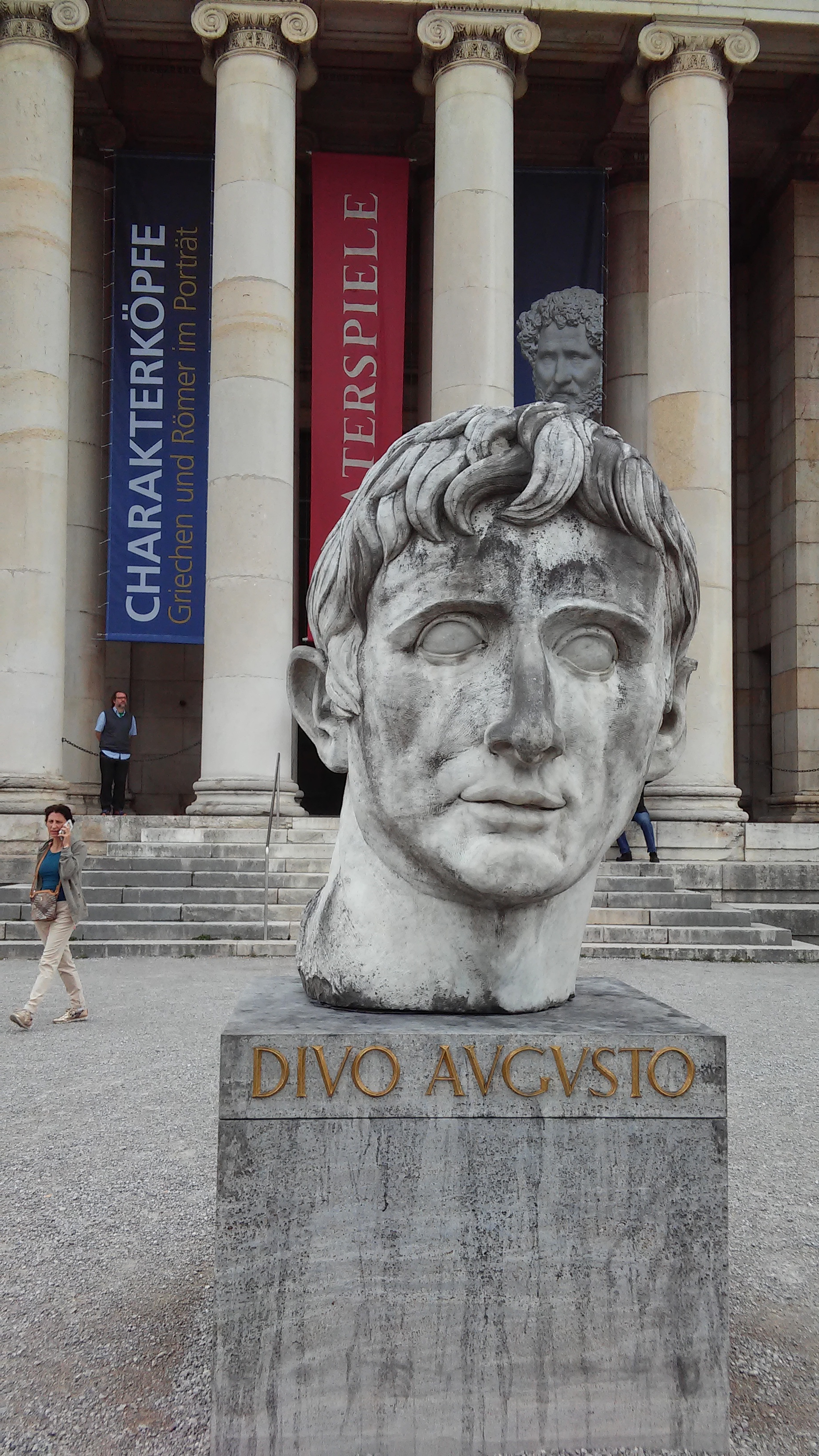
Der kolossale Augustuskopf während seiner Aufstellung vor der Münchner Glyptothek

In den Jahren 2017/2018 wurde der Kopf anlässlich der Ausstellung „Charakterköpfe – Griechen und Römer im Porträt“ vor dem Eingang der Glyptothek in München ausgestellt und dort als kolossaler Porträtkopf des Kaisers Augustus ausgewiesen; beigegeben war die Auffindungsgeschichte. Friederike Voigt zitierte zur Klärung eine Mitteilung der seinerzeitigen Pressesprecherin der Glyptothek, Astrid Fendt: „Herr Pfanner hat den Kopf gefertigt, hat sich aber eine Geschichte dazu ausgedacht, nämlich dass es ein antiker Augustuskopf sei und dieser in dem kleinen Ort Weiler im Westallgäu in einem Flussbett angeschwemmt worden sei.“ Die Hinweistafel am Werk soll bewusst irreführend sein: „Das ist die Intention des Künstlers“, so Fendt.

## Hinweis auf den Augustus-Kopf der Glyptothek
Die Glyptothek besitzt den Augustus Bevilacqua; auch dieser  gehört zum Typ Prima Porta. In der Darstellung des Bavarikon als „3D-Modell“ lässt sich der Kopf mit Hilfe der Computermaus drehen und verschieden beleuchten.